# Revue du chant grégorien

La Revue du chant grégorien est une publication bimestrielle consacrée au chant grégorien, fondée en 1892 à Grenoble par l'abbé Cyrille Vincent-Martin († 1896) avec le concours de Dom Joseph Pothier. Il s'agit de la première revue française concernant ce sujet, avec la série paléographie musicale de l'abbaye Saint-Pierre de Solesmes (depuis 1889). Sa parution continua jusqu'à ce que ne l'empêche la Seconde Guerre mondiale, en 1940.
Le titre exact est Revue du chant grégorien, et non Revue de chant grégorien parfois employé. Cette revue, indispensable pour les études, est citée souvent sous l'abréviation RCG.

## Histoire

### Création
La Revue du chant grégorien naquit à Grenoble en 1892, et avait été fondée par le chanoine Cyrille Vincent-Martin. Son origine peut remonter à 1891, avec le chanoine Duport, selon l'Académie delphinale (1922), dont le bulletin suggère un lien entre sa création et le Grand séminaire de Grenoble.
Ce lancement était courageux, car à l'époque, l'usage de chant grégorien était quasiment en dehors de l'autorité ecclésiastique, hormis dans quelques paroisses et auprès des communautés bénédictines en France. D'abord, le Vatican conservait sa protection pour l'édition de Ratisbonne, à savoir néo-médicéenne, avec un privilège de 1871 à 1901. Ensuite, la France subissait encore le gallicanisme. Enfin, la composition et l'utilisation du plain-chant musical étaient fréquentes. Aussi était-il normal que l'abbé Vincent-Martin ait demandé à Dom Joseph Pothier, restaurateur le plus connu du chant grégorien à l'époque, de soutenir ce nouveau projet, afin d'éviter son échec. Dom Pothier, quant à lui, avait été opposé au lancement de la série Paléographie musicale, non que le sujet ne fût pas favorable mais parce que les finances de Solesmes risquaient de devenir défaillantes, en raison de plusieurs publications non officielles. Ecarté par celle-ci, mais en profitant de la revue de Grenoble, ce musicologue pouvait obtenir de nombreux lecteurs.
L'abbé Vincent-Martin plaçait son bureau de la Rédaction-Adminstraction au 2, rue Paul-Bert, actuellement sur la place Victor-Hugo. Pour l'édition, il choisit l'imprimerie Baratier et Dardelet.
La première revue parut le 15 août 1892, fête de l'Assomption de Marie. Grâce aux commentaires de Dom Pothier, la publication était effectivement appréciée ainsi que contribua considérablement à améliorer la connaissance des mélodies grégoriennes.

« Cette nouvelle publication, éditée avec beaucoup d'élégance, s'occupe exclusivement de chant grégorien. Sans être une œuvre scientifique, elle se propose cependant de faciliter la connaissance exacte du chant grégorien et de donner les renseignements qui regardent sa valeur et son développement. ......... La Revue du chant grégorien étudie et explique le chant liturgique d'après l'édition des manuscrits, c'est-à-dire d'après l'édition des bénédictins de Solesmes. Cela suffit pour montrer combien sérieuses sont les intentions qui dirigent cette nouvelle publication. Nous souhaitons à notre confrère longue et prospère vie, comme le mérite l'excellence de la cause qu'il défend. »

— Revue du chant grégorien, 1893, p.81

### Succession par Dom Joseph Pothier

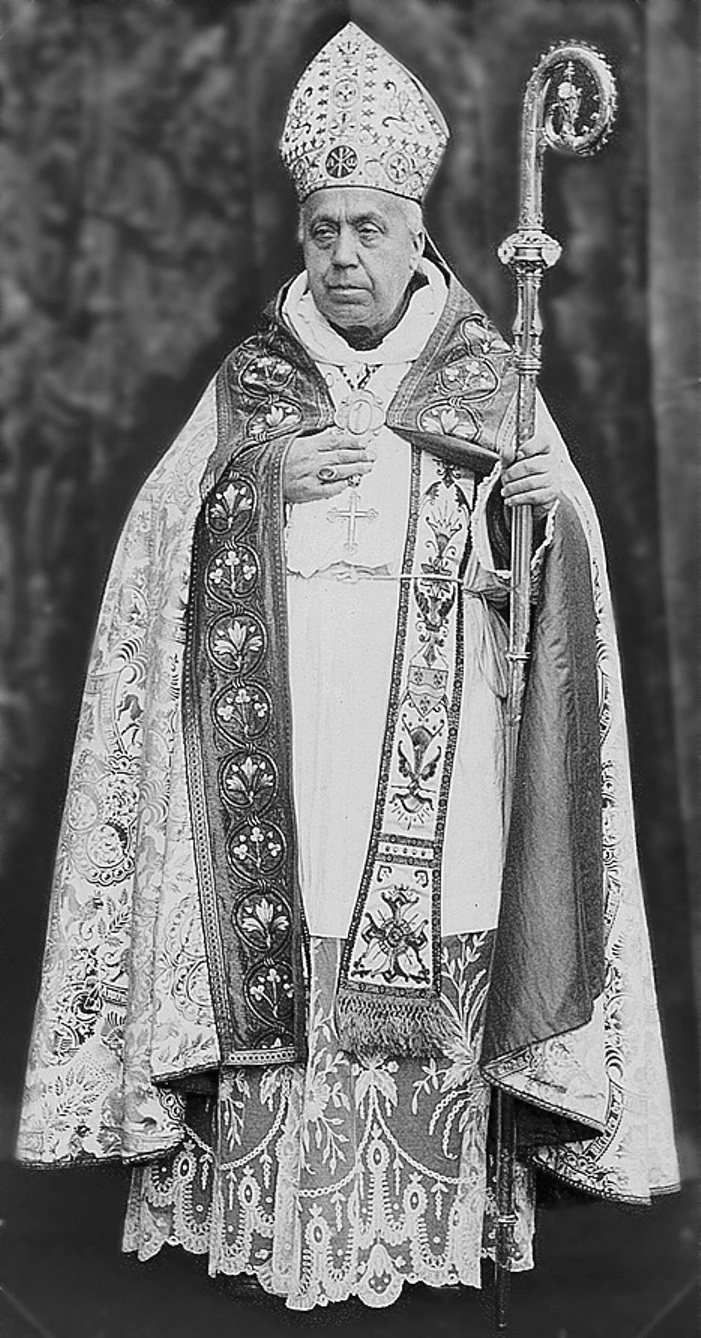
Dom Joseph Pothier.

Simultanément, une grande élévation de Dom Joseph Pothier se profila tandis que la revue en profitait vraisemblablement. D'abord, à la suite d'une demande de l'abbaye Saint-Martin de Ligugé, il devint prieur claustral de Ligugé en avril 1893. Puis en décembre 1894 en continuant son soutien pour la revue, Dom Pothier fut envoyé, en qualité de supérieur, à Saint-Wandrille-Rançon afin de rétablir la tradition monastique de l'ancienne abbaye Saint-Wandrille de Fontenelle, antique monastère duquel ce musicologue allait devenir le nouvel abbé régulier en juillet 1898. Avant cette consécration, l'abbé Vincent-Martin mourut à Grenoble en 1896. Comme Dom Pothier lui succéda suite de ce trépas, la publication se poursuivit sans interruption.

« Les funérailles de M. l'abbé Cyrille — car on l'appelait ainsi à Grenoble, où il fut le plus populaire des vicaires et des aumôniers — ont été un véritable triomphe. »

— L'abbé J. Martin, M. abbé Cyrille Vincent-Martin dans la Revue du chant grégorien, 1896, p. 130
Cette revue enregistrait le changement d'attitude de Rome dans les années 1890, ce que souhaitaient l'abbé Vincent-Martin, Dom Pothier et Solesmes : 

« Jadis Rome donna le chant grégorien à la France par saint Grégoire, aujourd'hui, nous l'avons perdu, et voilà que la France va nous le rendre. »

— Cardinal Parocchi, 1898, p. 156, lors de la conférence au Séminaire français de Rome

### Soutien par Dom Alexandre Grospellier et succession par Dom Lucien David
Avant que la Première Guerre mondiale n'empêche la publication, Dom Pothier connut une difficulté d'ordre géographique. Certes, l'élection de nouveau pape saint Pie X et l'officialisation suivante du chant grégorien en 1903 étaient vraiment favorables pour la revue, mais en avril 1904 le Souverain Pontife nomma Dom Pothier le président de la première commission pour l'Édition Vaticane. Il lui fallait donc demeurer désormais à Rome, de fait, jusqu'à la publication de l'antiphonaire en 1912. Heureusement, Dom Pothier trouva son précieux collaborateur au sein de son propre monastère de Saint-Wandrille ; il s'agissait de Dom Lucien David, lequel devint son secrétaire et qui était capable de soutenir les tâches difficiles en faveur de l'édition de Pie X,
Cette succession devint définitive, car, en faveur de l'abbaye Saint-Pierre de Solesmes, trois religieux français fondèrent en 1910 une nouvelle revue bimestrielle Revue grégorienne, puis sortirent son premier tome en janvier 1911. D'une part, la série Paléographie musicale de Solesmes subit un certain nombre de désabonnements, en raison des pages d'études grégoriennes de Dom André Mocquereau. Il valait mieux séparer les fonctions de publication. D'autre part, en tant que président de la commission, Dom Pothier connaissait un important conflit avec Solesmes depuis la publication du kyriale de l'Édition Vaticane en 1905,. De sorte que fut renforcé le lien entre la Revue du chant grégorien et l'abbaye de Saint-Wandrille.
Étant donné que les deux religieux devaient rester à Rome en faveur de leur mission pour la curie pontificale, il fallait l'existence des collaborateurs à Grenoble. Si la publication pouvait s'y poursuivre, c'était notamment grâce au chanoine Alexandre Grospellier, un des consulteurs de la commission ainsi que professeur du chant grégorien du grand séminaire de Grenoble. Aussi quelques articles de celui-ci se trouvent-ils exactement dans la revue, pendant que la commission était maintenue. Même après que cette dernière fut définitivement été désunie, Dom Grospellier continuait à soutenir le président Dom Pothier, en qualité de consulteur. Cependant, le chanoine décéda brutalement en 1908 ; Dom David lui succéda alors à la direction de la Revue et ses articles devinrent à partir de 1910 assez nombreux et les principales contributions de la revue, la rédaction ayant été dorénavant confiée à ce moine. Après la publication de l'antiphonaire en 1912, Dom Pothier, d'un âge déjà avancé, rentra en 1913 en Belgique où son abbaye se trouvait exilée. Il continua cependant à participer au projet.

### Témoignage de l'Édition Vaticane
Durant cette rédaction de l'Édition Vaticane, la revue obtenait une autre fonction. De fait, en profitant de cette revue, Dom Pothier fit renseigner en détail les travaux de la commission :

« Les 46 neumes de cette pièce y sont successivement passés en revue d'après les manuscrits du scriptorium paléographique. Il y en a 42 pour ce Kyrie, groupés en six classes ou écoles ; plusieurs remontent au Xe et au XIIe siècle. De cette enquête minutieuse, dom Beyssac conclut à une douzaine de menues corrections, appuyées sur les meilleurs et les plus nombreux manuscrits. Il ne peut y avoir de procédé plus scientifique, plus sérieux et plus sûr pour retrouver la leçon authentique. »

— Revue du chant grégorien, 1904, novembre/décembre, p. 75
Parfois, la Revue du chant grégorien publiait la traduction complète des lettres officielles concernant ce sujet, adressées à ainsi que par Dom Pothier : 

« Révérendissime Père,
Il est venu à la connaissance du Saint-Père que, parmi ceux qui travaillent à préparer l'édition vaticane des livres liturgiques, un doute s'est élevé sur la meilleure manière de répondre aux intentions de Sa Sainteté relativement à la restauration de la musique sacrée. L'Auguste Pontife se plaît à constater que les divergences naissent du désir que l'on a, d'un côté comme de l'autre, de mieux répondre à ses intentions. Toutefois, afin de faire disparaître toutes occasion et tout prétexte de doute et d'incertitude, Sa Sainteté m'a chargé de déclarer à Votre Paternité Révérendissime que, lorsqu'Elle a décidé le retour à l'antique chant grégorien, Elle n'a pas prétendu faire une œuvre exclusivement favorable à l'archéologie de ce chant, à tel point que l'on ne puisse admettre aujourd'hui des leçons mélodiques grégoriennes qui ont pu être reçues dans le cours des siècles. ......... »

— Lettre du cardinal Rafael Merry del Val, datée à Rome du 3 avril 1905, publiée dans la Revue du chant grégorien, 1906, janvier/février, p. 105

### Suspension et cessation par les deux Guerres mondiales
À cause de la guerre, l'interruption de la revue dura enfin cinq ans. Toutefois, en 1919, la publication fut rétablie, encore une fois sous la direction de Dom David. Le bureau de la revue restait toujours à Grenoble. Dom David effectua pareillement plusieurs publications concernant la musique liturgique telle la série Analyses grégoriennes pratiques, à partir de ce Bureau Grégorien dans cette ville.
À la suite de la Seconde Guerre mondiale, la publication de la Revue du chant grégorien fut de nouveau interrompue en 1940. Il semble que le tome II sorti dans cette année soit la dernière publication. Cette fois-ci, le rétablissement du bureau n'eut pas lieu alors que l'abbaye de Solesmes réussit à rétablir ses publications après la guerre. Dom David, ayant perdu son bureau à Grenoble, continua cependant à sortir plusieurs livres, auprès de son abbaye de Saint-Wandrille jusqu'à son décès.

### Numérisation
En dépit de nombreuses citations, il existe actuellement peu de numérisations disponibles, mis à part quelques dossiers payants. Ainsi, la Bibliothèque nationale de France ne dispose aucun exemplaire numérisé. À l'exception de l'empêchement durant la période de la Première Guerre mondiale, la publication solide sans interruption à Grenoble suggère une contribution du grand séminaire de Grenoble, situé à moins un kilomètre du bureau, au regard de la rédaction.

## Principaux auteurs
- Dom Joseph Pothier (1835 - † 1923) : abbé de l'abbaye Saint-Wandrille de Fontenelle ; président de la commission pontificale pour l'Édition Vaticane (1904 - 1914[h 12])
- André-Antonin Lhoumeau (1852 - † 1920) : conseiller général (1896) puis supérieur général (1903) de la compagnie de Marie ; musicologue, maître de chapelle et collaborateur de Dom Pothier ; fondateur de la revue Le Règne de Jésus par Marie (1900) puis La Revue des Prêtres de Marie (1908)[12],[13]
- Dom Alexandre Grospellier (1856 - † 1908) : professeur du chant grégorien auprès du grand séminaire de Grenoble[14] ; consulteur de la commission pontificale de l'Édition Vaticane (1904 - 1908)[h 8]
- Amédée Gastoué (1873 - † 1943) : professeur du chant grégorien auprès de la Schola Cantorum de Paris et de l'Institut catholique de Paris ; consulteur de la commission pontificale pour l'Édition Vaticane (1904 - 1914)
- Dom Lucien David (1875 - † 1955) : moine et prieur claustral de l'abbaye Saint-Wandrille de Fontenelle[15] ; musicologue grégorien[10] ; consulteur rejoint à la commission pontificale (1905 - 1914)[h 4]